# Althüttendorf
Althüttendorf è un comune del Brandeburgo, in Germania.

Appartiene al circondario del Barnim ed è amministrato dall'Amt Joachimsthal (Schorfheide).

## Geografia antropica

### Suddivisioni amministrative
Il comune di Althüttendorf è suddiviso nelle due frazioni (Ortsteil) di Althüttendorf e Neugrimmnitz.